# Роша Виейра, Тиаго да
Тиа́го да Ро́ша Вие́йра, более известный как Тиаги́ньо (порт. Tiago da Rocha Vieira; Tiaguinho; 4 июня 1994, Тражану-ди-Морайс, штат Рио-де-Жанейро — 28 ноября 2016, Серро-Гордо, Ла-Уньон, Антьокия, Колумбия) — бразильский футболист, выступавший на позиции полузащитника и нападающего. Погиб в авиакатастрофе BAe 146 под Медельином.

## Биография
Тиаго Виейра родился в маленьком городке в штате Рио-де-Жанейро и является воспитанником футбольной академии клуба «XV ноября» из Пирасикабы (штат Сан-Паулу). В основном составе клуба дебютировал в августе 2014 года в рамках розыгрыша Кубка Паулисты, в котором он сыграл 13 матчей и 25 октября отметился первым забитым голом на взрослом уровне — в ворота «Интера» из Лимейры. Этот гол позволил команде отпраздновать гостевую победу с минимальным счётом 1:0.
В июле 2015 года перешёл в «Метрополитано» из Блуменау, который выступал в бразильской Серии D. В 2016 году успешно проявил себя в чемпионате штата Санта-Катарина, забив четыре гола в 13 матчах и отдав несколько результативных передач. Благодаря этому привлёк к себе внимание «Шапекоэнсе» (ставшего чемпионом штата), выступавшего в Серии A. 11 июня дебютировал в Серии A против «Понте-Преты» (гостевое поражение 1:2), а через 2,5 месяца — и на международной арене, в рамках розыгрыша Южноамериканского кубка 2016 (против «Куябы»).
В конце года помог «Шапекоэнсе» впервые в истории выйти в финал крупного международного турнира — Южноамериканского кубка. Тиагиньо провёл в турнире семь матчей своей команды. Тьягиньо стал автором последнего гола «Шапекоэнсе» перед гибелью команды, забив второй мяч в ворота «Сан-Паулу».
28 ноября 2016 года погиб в авиакатастрофе под Медельином вместе с практически всем составом и тренерским штабом клуба в полном составе, который летел на первый финальный матч ЮАК-2016 с «Атлетико Насьоналем». Позже КОНМЕБОЛ присудила победу в турнире «Шапекоэнсе».
За неделю до смерти Тиаго узнал о том, что его жена Гразиэле беременна и вскоре он должен был стать отцом. 20 июля 2017 года Гразиэле родила сына, который был назван в честь отца.

## Достижения
- Обладатель Южноамериканского кубка (1): 2016